# 日本バプテスト連盟の加盟教会・伝道所一覧
日本バプテスト連盟には、13地方教会連合・合計327個の加盟教会（279個）・伝道所（48個）が在る。（2010年6月現在）
例：加盟教会・伝道所〔伝道開始年月／教会組織年月／連盟加盟年月／宗教法人設立年月〕

## 北海道地方連合

### 北海道
- 日本バプテスト連盟 旭川東光キリスト教会【宗教法人】〔1983年7月／ 1988年2月／1988年8月／1992年10月〕
- 旭川バプテスト教会【〃】〔1954年7月／1955年10月／1956年7月／1958年 8月〕
- オープン・ドア・チャペル〔1990年1月／2004年5月／2005年11月／ ― 〕
- 小樽バプテスト教会【〃】〔1954年6月／1958年12月／1959年8月／1959年1月〕
- 帯広バプテスト・キリスト教会【〃】〔1963年4月／1972年7月／1972年8月／2008年6月〕
- 日本バプテスト連盟 釧路キリスト教会【〃】〔1958年4月／1969年 5月／1969年7月／1980年10月〕
- 日本バプテスト連盟 札幌新生キリスト教会【〃】〔1973年2月／2001年10月／2002年5月／2005年12月〕
- 札幌バプテスト教会【〃】〔1952年5月／1953年5月／1953年8月／1955年5月〕
- 苫小牧バプテスト・キリスト教会〔1976年5月／ 2012年3月 ／2012年11月 ／ ― 〕
- 西野バプテスト教会【〃】
- 日本バプテスト連盟 函館キリスト教会【〃】
- 日本バプテスト連盟 函館美原キリスト教会
- 日本バプテスト連盟 平岡ジョイフルチャペル【〃】
- 平岸バプテスト教会【〃】
- 室蘭バプテスト・キリスト教会【〃】
- リビングホープバプテスト教会

## 東北地方連合

### 青森県
- 青森バプテスト教会【宗教法人】（青森市青柳）
- カルバリーバプテスト教会（三沢市幸町）
- カルバリーバプテスト教会 小松ヶ丘伝道所（母教会：←）
- 鮫バプテスト教会【〃】（八戸市鮫町忍町）
- 三沢バプテスト・キリスト教会（三沢市東町）
- 八戸バプテスト教会【〃】（八戸市類家）

### 岩手県
- 盛岡バプテスト教会【〃】（盛岡市天神町）

### 秋田県
- 秋田バプテスト教会【〃】（秋田市泉中央）

### 宮城県
- 日本バプテスト連盟 大富キリスト教会（黒川郡富谷町日吉台）
- 仙台北バプテスト教会【〃】（仙台市泉区長命ｹ丘）
- 日本バプテスト仙台基督教会【〃】（仙台市青葉区木町通）
- 日本バプテスト連盟 南光台キリスト教会（仙台市泉区南光台）

### 山形県
- 酒田のぞみキリスト伝道所（東北<地方>バプテスト連合による開拓）
- 日本バプテスト連盟 山形キリスト教会（山形市緑町）

### 福島県
- あゆみの家キリスト教会（福島市桜木町）
- 日本バプテスト連盟 郡山コスモス通りキリスト教会（郡山市大槻町）
- 福島旭町キリスト教会（福島市旭町）

## 北関東地方連合

### 新潟県
- 日本バプテスト連盟 新潟主の港キリスト教会（新潟市東区下木戸）

### 栃木県
- 日本バプテスト連盟 宇都宮キリスト教会（宇都宮市京町）

## 東京地方連合

### 東京都
- 東京バプテスト教会（東京都渋谷区鉢山町９-２）

### 千葉県
- 市川八幡キリスト教会（市川市）

## 中部地方連合

### 石川県
- 日本バプテスト連盟 金沢キリスト教会【宗教法人】

### 富山県
- 日本バプテスト連盟 富山小泉町キリスト教会

### 福井県
- 日本バプテスト連盟 福井キリスト教会

### 岐阜県
- 岐阜バプテスト教会

### 愛知県
- 各務原バプテスト教会
- 日本バプテスト連盟 豊橋キリスト教会【宗教法人】
- 日本バプテスト名古屋キリスト教会【〃】
- 東山キリスト教会
- 平針キリスト教会【〃】
- 日本バプテスト連盟 瑞穂キリスト教会【〃】
- 日本バプテスト連盟 南名古屋キリスト教会【〃】
- 愛知新生キリスト教会【〃】

### 三重県
- 日本バプテスト四日市教会【宗教法人】

## 福岡地方連合

### 福岡県
・福岡新生キリスト教会【宗教法人】

## 南九州地方連合

### 沖縄県
- 日本バプテスト連盟 那覇新都心キリスト伝道所
- 西原新生バプテスト教会

## 関係項目
- 日本バプテスト連盟
- 日本のプロテスタント教会一覧
- 東京都のプロテスタント教会一覧
- 日本のプロテスタント教派一覧

この一覧は未完成です。加筆、訂正して下さる協力者を求めています。